# Buhi
Buhi, là một đô thị ở tỉnh Camarines Sur, Philippines. Theo điều tra dân số năm 2015, đô thị này có dân số 77.143 người.

## Các đơn vị hành chính
Buhi về mặt hành chính được chia thành 38 khu phố (barangay).
| - Antipolo - Burocbusoc - Cabatuan - Cagmaslog - Amlongan (Del Rosario) - De La Fe - Divino Rostro - Ipil (Fatima) - Gabas - Ibayugan - Igbac - Iraya (Del Rosario) - Labawon (Santa Teresita) | - De Los Angeles (Los Angeles) - Monte Calvario - Namurabod - Sagrada Familia - Salvacion - San Antonio - San Buenaventura (Poblacion) - San Francisco (Parada) - San Isidro - San Jose Baybayon - San Jose Salay - Macaangay - San Pascual (Poblacion) | - San Pedro (Poblacion) - San Rafael - San Ramon (Kaarayo) - San Roque (Poblacion) - San Vicente (San Vicente Ferrer) - Santa Clara(Poblacion) - Santa Cruz - Santa Elena (Poblacion) - Santa Isabel - Santa Justina - Lourdes (Santa Lourdes) - Tambo |